# Steve McMahon
Stephen Joseph McMahon, detto Steve (Halewood, 20 agosto 1961), è un ex calciatore e allenatore di calcio inglese, di ruolo centrocampista.

## Carriera

### Giocatore

#### Club
Ha giocato come centrocampista in importanti squadre inglesi: è rimasto quattro anni all'Everton e due all'Aston Villa, prima di passare nel 1985 al Liverpool, con il quale in sei stagioni ha vinto praticamente tutto a livello nazionale.
Nel 1991 si è trasferito al Manchester City rimanendovi per tre stagioni, prima di passare allo Swindon Town dove dal 1994 al 1998 ha lavorato nella duplice veste di giocatore-allenatore.
Dal 2000 al 2004 è stato tecnico del Blackpool, mentre nel 2005 ha avuto una breve esperienza come allenatore degli australiani del Perth Glory.

#### Nazionale
Dopo aver fatto parte per tre anni della Nazionale inglese Under 21 totalizzando 6 gettoni, dal 1988 è entrato nel giro della Nazionale maggiore inglese, con la quale ha disputato gli Europei del 1988 ed i Mondiali di Italia '90; complessivamente è sceso in campo 17 volte.

### Dopo il ritiro
Dopo aver lasciato la panchina del Perth Glory, è stato ingaggiato dall'emittente televisiva ESPN come collaboratore per gli eventi sportivi asiatici.

## Statistiche

### Cronologia presenze e reti in nazionale
| Cronologia completa delle presenze e delle reti in nazionale ― Inghilterra | Cronologia completa delle presenze e delle reti in nazionale ― Inghilterra | Cronologia completa delle presenze e delle reti in nazionale ― Inghilterra | Cronologia completa delle presenze e delle reti in nazionale ― Inghilterra | Cronologia completa delle presenze e delle reti in nazionale ― Inghilterra | Cronologia completa delle presenze e delle reti in nazionale ― Inghilterra | Cronologia completa delle presenze e delle reti in nazionale ― Inghilterra | Cronologia completa delle presenze e delle reti in nazionale ― Inghilterra |
| Data                                                                       | Città                                                                      | In casa                                                                    | Risultato                                                                  | Ospiti                                                                     | Competizione                                                               | Reti                                                                       | Note                                                                       |
| -------------------------------------------------------------------------- | -------------------------------------------------------------------------- | -------------------------------------------------------------------------- | -------------------------------------------------------------------------- | -------------------------------------------------------------------------- | -------------------------------------------------------------------------- | -------------------------------------------------------------------------- | -------------------------------------------------------------------------- |
| 17-2-1988                                                                  | Ramat Gan                                                                  | Israele                                                                    | 0 – 0                                                                      | Inghilterra                                                                | Amichevole                                                                 | -                                                                          |                                                                            |
| 27-4-1988                                                                  | Budapest                                                                   | Ungheria                                                                   | 0 – 0                                                                      | Inghilterra                                                                | Amichevole                                                                 | -                                                                          |                                                                            |
| 24-5-1988                                                                  | Londra                                                                     | Inghilterra                                                                | 1 – 1                                                                      | Colombia                                                                   | Amichevole                                                                 | -                                                                          |                                                                            |
| 18-6-1988                                                                  | Francoforte                                                                | Inghilterra                                                                | 1 – 3                                                                      | Unione Sovietica                                                           | Euro 1988 - 1º turno                                                       | -                                                                          | 53’                                                                        |
| 7-6-1989                                                                   | Copenaghen                                                                 | Danimarca                                                                  | 1 – 1                                                                      | Inghilterra                                                                | Amichevole                                                                 | -                                                                          | 46’                                                                        |
| 6-9-1989                                                                   | Stoccolma                                                                  | Svezia                                                                     | 0 – 0                                                                      | Inghilterra                                                                | Qual. Mondiali 1990                                                        | -                                                                          |                                                                            |
| 11-10-1989                                                                 | Chorzów                                                                    | Polonia                                                                    | 0 – 0                                                                      | Inghilterra                                                                | Qual. Mondiali 1990                                                        | -                                                                          |                                                                            |
| 15-11-1989                                                                 | Londra                                                                     | Inghilterra                                                                | 0 – 0                                                                      | Italia                                                                     | Amichevole                                                                 | -                                                                          | 67’                                                                        |
| 13-12-1989                                                                 | Londra                                                                     | Inghilterra                                                                | 2 – 1                                                                      | Jugoslavia                                                                 | Amichevole                                                                 | -                                                                          | 75’                                                                        |
| 28-3-1990                                                                  | Londra                                                                     | Inghilterra                                                                | 1 – 0                                                                      | Brasile                                                                    | Amichevole                                                                 | -                                                                          |                                                                            |
| 25-4-1990                                                                  | Londra                                                                     | Inghilterra                                                                | 4 – 2                                                                      | Cecoslovacchia                                                             | Amichevole                                                                 | -                                                                          | 75’                                                                        |
| 15-5-1990                                                                  | Londra                                                                     | Inghilterra                                                                | 1 – 0                                                                      | Danimarca                                                                  | Amichevole                                                                 | -                                                                          | 78’                                                                        |
| 11-6-1990                                                                  | Cagliari                                                                   | Irlanda                                                                    | 1 – 1                                                                      | Inghilterra                                                                | Mondiali 1990 - 1º turno                                                   | -                                                                          | 69’ 75’                                                                    |
| 21-6-1990                                                                  | Cagliari                                                                   | Inghilterra                                                                | 1 – 0                                                                      | Egitto                                                                     | Mondiali 1990 - 1º turno                                                   | -                                                                          |                                                                            |
| 26-6-1990                                                                  | Bologna                                                                    | Belgio                                                                     | 0 – 1 dts                                                                  | Inghilterra                                                                | Mondiali 1990 - Ottavi di finale                                           | -                                                                          | 71’                                                                        |
| 7-7-1990                                                                   | Bari                                                                       | Italia                                                                     | 2 – 1                                                                      | Inghilterra                                                                | Mondiali 1990 - Finale 3º posto                                            | -                                                                          | 71’                                                                        |
| 14-11-1990                                                                 | Dublino                                                                    | Irlanda                                                                    | 1 – 1                                                                      | Inghilterra                                                                | Qual. Euro 1992                                                            | -                                                                          |                                                                            |
| Totale                                                                     |                                                                            | Presenze                                                                   | 17                                                                         |                                                                            | Reti                                                                       | 0                                                                          |                                                                            |

## Palmarès

### Giocatore

#### Club
- Campionato inglese: 3

Liverpool: 1985-1986, 1987-1988, 1989-1990
- Coppa d'Inghilterra: 2

Liverpool: 1985-1986, 1988-1989
- Charity Shield: 4

Liverpool: 1986, 1988, 1989, 1990

### Allenatore

#### Competizioni nazionali
- Football League One: 1

Swindon Town: 1995-1996
- Football League Trophy: 1

Blackpool: 2001-2002